# Верхня Колотовка
Верхня Колото́вка (рос. Верхняя Колотовка) — присілок у складі Афанасьєвського району Кіровської області, Росія. Входить до складу Гордінського сільського поселення.
Населення становить 34 особи (2010, 23 у 2002).
Національний склад станом на 2002 рік — росіяни 100 %.